# Cingulopsoidea
Super-famille
Les Cingulopsoidea sont une super-famille de mollusques gastéropodes de l'ordre  des Littorinimorpha.

## Systématique
La super-famille des Cingulopsoidea a été créée en 1958 par Vera Fretter et A. M. Patil (d).

## Liste des familles
Selon World Register of Marine Species (10 juillet 2021) :
- famille Cingulopsidae Fretter & Patil, 1958 -- 6 genres
- famille Eatoniellidae Ponder, 1965 -- 4 genres
- famille Rastodentidae Ponder, 1966 -- 2 genres

## Publication originale
- (en) Vera Fretter et A. M. Patil, « A Revision of the Systematic Position of the Prosobranch Gastropod Cingulopsis (= Cingula) fulgida (J. Adams) », Proceedings of the Malacological Society of London, Londres, Malacological Society of London et inconnu, vol. 33, no 3,‎ 1er décembre 1958, p. 114-126 (ISSN 0025-1194, OCLC 1909246, DOI 10.1093/OXFORDJOURNALS.MOLLUS.A064809, lire en ligne).